# Непоциан Альтинский
Непоциан (итал.: Nepoziano, лат.: Nepotianus; Альтино, 365 – 396) — святой аскет. День памяти — 11 мая.
Племянник епископа альтинского Илиодора, сын его сестры, св. Непоциан начал свою карьеру в качестве военного. Вскоре после этого он крестился и, оставив службу в армии, стал жить в скиту. В результате он решил стать священником. В 394 году он был рукоположен своим дядей, по случаю чего святой Иероним отправил ему послание с об обязанностях священства.
Умер в раннем возрасте в 396 году, в связи с чем святой Иероним направил еще одно письмо Илиодору,в котором утешал его в  связи с потерей племянника. В так называемом Epitaphium Nepotiani он вспоминал, как юноша был очень милосердным к ближнему в беде, внимательно заботился о своём храме церкви и постоянно читал священные тексты.